# Sommerhau (Wüstung)
Sommerhau ist ein abgegangenes Dorf, das sich als Wüstung im Truppenübungsplatz Grafenwöhr  von Bayern befindet. Sommerhau lag ca. ein km südlich von Hopfenohe und etwa 1600 m nordöstlich von Ebersberg (Grafenwöhr). Die Reste von Sommerhau werden als Bodendenkmal der Gemeinde Grafenwöhr unter der Aktennummer D-3-6336-0018 als „untertägige mittelalterliche und frühneuzeitliche Befunde in der Wüstung ‚Sommerhau‘“ erwähnt.

## Geschichte
Sommerhau ist, wie die ganze Gegend, durch Kaiser Heinrich II. 1008 für die Gründung des Bistums Bamberg gestiftet worden und wurde ein Bamberger Lehen. Es ist nach dem Tod des Friedrich III. von Pettendorf wieder an das Bistum Bamberg heimgefallen und wurde 1119 als Stiftsgut an das Kloster Micheldorf gegeben.
Die Bezeichnung des Ortes variierte in den verschiedenen Urkunden, so 1119  Sumerhaven,  1368  Sumeraw und  1439  Sumerhawe parva villa. Mit der Gerichtsbarkeit gehörte Sommerhau zu der Michelfeldischen Vogtei Ebersberg. Den Zehent des Ortes erhielt das Kloster erst 1368 nach der Einverleibung in die Pfarrei Hopfenohe. Während des Dreißigjährigen Krieges wurden die Höfe von Sommerhau z. T. abgebrannt und verwüstet, konnten sich aber bald danach wieder erholen.
Die Bauernhöfe von Kotzmanns wurden 1937/39 vom Staat abgelöst und die Bewohner verstreuten sich in verschiedene Orte (z. B. Neustadt am Kulm, Kehrham bei Rattenkirchen, Deglhof bei Maxhütte-Haidhof, Demmelsdorf, Kainsricht, Schnaittach, Schönach, Lengfeld (Bad Abbach), Zieglmühle und Auerbach in der Oberpfalz) von Bayern.